# Сант-Элена-Саннита
Сант-Элена-Саннита (итал. Sant'Elena Sannita) — коммуна в Италии, располагается в регионе Молизе, в провинции Изерния.
Население составляет 277 человек (2008 г.), плотность населения составляет 20 чел./км². Занимает площадь 14 км². Почтовый индекс — 86099. Телефонный код — 0874.
Покровителем коммуны почитается святой архангел Михаил, празднование 29 сентября.

## Демография
Динамика населения:

## Администрация коммуны
- Официальный сайт: